# Ashley Fisher
Ashley Fisher (1975. szeptember 25. –) ausztrál hivatásos teniszező. 
Legjobb eredményeit párosban éri el: eddig 4 ATP-tornát nyert meg. Legjobb eredménye Grand Slam-tornákon a 2006-os US Openen elért elődöntő.

## ATP-döntői

### Páros

#### Győzelmei (4)
| Összesítés                                            | Összesítés |
| ----------------------------------------------------- | ---------- |
| Grand Slam-torna                                      | (0)        |
| ATP World Tour Masters 1000 / ATP Masters Series      | (0)        |
| ATP World Tour 500 Series / International Series Gold | (1)        |
| ATP World Tour 250 Series / International Series      | (3)        |
| ATP World Tour Finals / Tennis Masters Cup            | (0)        |

|   | Dátum                | Torna                                           | Borítás         | Partner        | Ellenfelek a döntőben       | Eredmény a döntőben |
| 1 | 2003. július 14.     | Dutch Open, Amersfoort                          | Salak           | Devin Bowen    | Chris Haggard / André Sá    | 6-0, 6-4            |
| 2 | 2006. október 2.     | Japan Open, Tokió                               | Kemény (fedett) | Tripp Phillips | Paul Goldstein / Jim Thomas | 6-2, 7-5            |
| 3 | 2007. szeptember 10. | China Open, Peking                              | Kemény          | Rik De Voest   | Chris Haggard / Lu Jenhszun | 6-7(3), 6-0, 10-6   |
| 4 | 2008. július 20.     | Indianapolis Tennis Championships, Indianapolis | Kemény          | Tripp Phillips | Scott Lipsky / David Martin | 3-6, 6-3, 10-5      |

#### Elvesztett döntői (5)
|   | Dátum                | Torna                            | Borítás | Partner          | Ellenfelek a döntőben                    | Eredmény a döntőben |
| 1 | 2003. április 14.    | Grand Prix Hassan II, Casablanca | Salak   | Devin Bowen      | František Čermák / Leoš Friedl           | 3-6, 5-7            |
| 2 | 2005. szeptember 26. | Vietnam Open, Ho Si Minh-város   | Kemény  | Robert Lindstedt | Lars Burgsmüller / Philipp Kohlschreiber | 6-5(3), 4-6, 2-6    |
| 3 | 2008. szeptember 22. | China Open, Peking               | Kemény  | Bobby Reynolds   | Stephen Huss / Ross Hutchins             | 5-7, 4-6            |
| 4 | 2009. február 8.     | SA Tennis Open, Johannesburg     | Kemény  | Rik de Voest     | Dick Norman / James Cerretani            | 7-6(5), 2-6, 12–14  |
| 5 | 2009. április 4.     | Miami Masters, Miami             | Kemény  | Stephen Huss     | Makszim Mirni / Andy Ram                 | 7-6(4), 2-6, 7-10   |

## Külső hivatkozások
- Ashley Fisher profilja az ATP oldalán (angolul)